# John Boye
John Boye (* 23. duben 1987, Accra, Ghana) je ghanský fotbalový obránce a reprezentant hrající v současné době za klub Kayseri Erciyesspor.

## Klubová kariéra
Se Stade Rennais postoupil v sezóně 2012/13 do finále francouzského ligového poháru Coupe de la Ligue, Stade Rennais v něm podlehlo AS Saint-Étienne 0:1.

## Reprezentační kariéra
V roce 2008 debutoval za ghanský národní tým.
Zúčastnil se MS 2014 v Brazílii, kde Ghana skončila se ziskem jediného bodu na posledním čtvrtém místě v základní skupině G.
Zúčastnil se mj. Afrického poháru národů 2015 v Rovníkové Guineji, kde Ghana získala stříbrné medaile po finálové porážce v penaltovém rozstřelu s Pobřežím slonoviny.